# Michel Carré (dramatiker)
 Der er flere personer med dette navn, se Michel Carré.
Michel-Antoine-Florentin Carré (21. oktober 1822 – 27. juni 1872) var en produktiv fransk librettist. Han tog til Paris i 1840 med forventning om at blive maler, men blev forfatter i stedet. Han skrev vers og skuespil før han begyndte at skrive libretti. Han skrev teksten til Charles Gounods Mireille (1864), og samarbejdede med Eugène Cormon på Bizets Les Pêcheurs de Perles.
Dog blev de fleste af hans libretti udarbejdet i samarbejde med Jules Barbier. De skrev libretti til talrige operaer, inklusiv Gounods Romeo og Julie (1867) og Offenbachs Les contes d'Hoffmann (1881). Hans søn, Michel-Antoine (1865-1945), fulgte i sin fars fodspor og skrev libretti, og instruerede senere stumfilm.